# Plataneros de Corozal 2024
Questa voce raccoglie le informazioni riguardanti i Plataneros de Corozal nelle competizioni ufficiali della stagione 2024.

## Stagione
I Plataneros de Corozal partecipano al loro quarantasettesimo campionato di Liga de Voleibol Superior Masculino: si classificano al terzo posto della sezione Metro in regular season, sfidando i Cafeteros de Yauco ai quarti di finale dei play-off scudetto, venendo eliminati in cinque gare.

## Organigramma societario
Area direttiva
- Presidente: Eliud Ortiz, Héctor Reyes

Area tecnica
- Primo allenatore: Ramón Hernández

## Rosa
| N° | Nome                | Ruolo | Data di nascita  | Nazionalità sportiva |
| -- | ------------------- | ----- | ---------------- | -------------------- |
| 1  | Carlos Berlingeri   | S     | -                | Porto Rico           |
| 2  | Elian Rivera        | O     | 26 giugno 2002   | Porto Rico           |
| 3  | Julio Mercedes      | C     | 19 aprile 1997   | Porto Rico           |
| 4  | Guillermo Moya      | C     | -                | Porto Rico           |
| 5  | Luzgardo Liciaga    | P     | 16 dicembre 1999 | Porto Rico           |
| 6  | Xavier Vega         | L     | -                | Porto Rico           |
| 7  | Nesty Solivan       | O     | 11 dicembre 1996 | Porto Rico           |
| 8  | Héctor Valentín     | L     | -                | Porto Rico           |
| 9  | Sebastián Negrón    | O     | 15 febbraio 2001 | Porto Rico           |
| 11 | Ramón Matos         | S     | 12 maggio 1999   | Porto Rico           |
| 13 | Christian Hernández | P     | 7 giugno 2000    | Porto Rico           |
| 14 | Manuel Hernández    | S     | -                | Porto Rico           |
| 15 | Joseph Cuevas       | O     | 9 maggio 1990    | Porto Rico           |
| 31 | Spencer Olivier     | S     | 5 gennaio 1999   | Stati Uniti          |
| 41 | Arnaldo Torres      | S     | 14 aprile 1999   | Porto Rico           |

## Mercato
| Acquisti                               | Acquisti          | Acquisti             | Acquisti   |
| R.                                     | Nome              | da                   | Modalità   |
| -------------------------------------- | ----------------- | -------------------- | ---------- |
| S                                      | Carlos Berlingeri | UPR Mayagüez         | definitivo |
| O                                      | Joseph Cuevas     | Gigantes de Adjuntas | definitivo |
| P                                      | Luzgardo Liciaga  | Indios de Mayagüez   | definitivo |
| O                                      | Elian Rivera      | UPR Rio Piedras      | definitivo |
| S                                      | Spencer Olivier   | Karlovarsko          | definitivo |
| L                                      | Héctor Valentín   | UPR Rio Piedras      | definitivo |
| Trasferimenti nel corso della stagione |                   |                      |            |
| O                                      | Sebastián Negrón  | Cafeteros de Yauco   | definitivo |

| Cessioni | Cessioni         | Cessioni             | Cessioni   |
| R.       | Nome             | a                    | Modalità   |
| -------- | ---------------- | -------------------- | ---------- |
| C        | Ever Cancel      | Indios de Mayagüez   | definitivo |
| S        | Gianvictor Pérez | -                    | ritirato   |
| P        | Ángel Rodríguez  | -                    | svincolato |
| L        | Juan Rosa        | Changos de Naranjito | definitivo |
| S        | Edwin Rosado     | -                    | ritirato   |
| S        | Esteban Soto     | -                    | ritirato   |
| C        | Nicholas West    | -                    | ritirato   |

## Risultati

### LVSM

#### Regular season
| 3 agosto 2024 Coliseo Carmen Zoraida Figueroa, Corozal       | Plataneros de Corozal    | 1 - 3 | Mets de Guaynabo         | 17-25, 25-23, 14-25, 21-25        |
| 8 agosto 2024 Coliseo Carmen Zoraida Figueroa, Corozal       | Plataneros de Corozal    | 1 - 3 | Caribes de San Sebastián | 15-25, 20-25, 14-25, 20-25        |
| 10 agosto 2024 Coliseo Carmen Zoraida Figueroa, Corozal      | Plataneros de Corozal    | 3 - 0 | Gigantes de Carolina     | 25-19, 25-19, 25-23               |
| 16 agosto 2024 Coliseo Raúl "Pipote" Oliveras, Yauco         | Cafeteros de Yauco       | 3 - 0 | Plataneros de Corozal    | 31-29, 26-24, 25-16               |
| 22 agosto 2024 Coliseo Guillermo Angulo, Carolina            | Gigantes de Carolina     | 2 - 3 | Plataneros de Corozal    | 23-25, 25-20, 22-25, 25-17, 9-15  |
| 24 agosto 2024 Coliseo Carmen Zoraida Figueroa, Corozal      | Plataneros de Corozal    | 3 - 1 | Gigantes de Adjuntas     | 25-19, 21-25, 25-21, 27-25        |
| 30 agosto 2024 Coliseo Gelito Ortega, Naranjito              | Changos de Naranjito     | 3 - 0 | Plataneros de Corozal    | 25-23, 25-21, 25-20               |
| 1º settembre 2024 Coliseo Luis Aymat Cardona, San Sebastián  | Caribes de San Sebastián | 3 - 1 | Plataneros de Corozal    | 25-15, 25-12, 21-25, 25-21        |
| 6 settembre 2024 Coliseo Rafael Llull Pérez, Adjuntas        | Gigantes de Adjuntas     | 1 - 3 | Plataneros de Corozal    | 22-25, 16-25, 25-19, 18-25        |
| 8 settembre 2024 Coliseo Gelito Ortega, Naranjito            | Changos de Naranjito     | 2 - 3 | Plataneros de Corozal    | 29-27, 25-22, 19-25, 21-25, 13-15 |
| 22 settembre 2024 Palacio de Recreación y Deportes, Mayagüez | Indios de Mayagüez       | 1 - 3 | Plataneros de Corozal    | 25-14, 23-25, 13-25, 22-25        |
| 23 settembre 2024 Coliseo Mario Morales, Guaynabo            | Plataneros de Corozal    | 3 - 1 | Cafeteros de Yauco       | 25-23, 21-25, 25-23, 25-21        |
| 28 settembre 2024 Coliseo Mario Morales, Guaynabo            | Plataneros de Corozal    | 0 - 3 | Mets de Guaynabo         | 25-27, 23-25, 20-25               |
| 3 ottobre 2024 Coliseo Mario Morales, Guaynabo               | Mets de Guaynabo         | 2 - 3 | Plataneros de Corozal    | 25-16, 25-21, 22-25, 26-28, 13-15 |
| 9 ottobre 2024 Coliseo Mario Morales, Guaynabo               | Plataneros de Corozal    | 2 - 3 | Changos de Naranjito     | 19-25, 25-22, 22-25, 25-22, 10-15 |
| 11 ottobre 2024 Coliseo Mario Morales, Guaynabo              | Plataneros de Corozal    | 3 - 1 | Indios de Mayagüez       | 23-25, 25-22, 25-19, 25-18        |
| 14 ottobre 2024 Coliseo Mario Morales, Guaynabo              | Plataneros de Corozal    | 1 - 3 | Changos de Naranjito     | 25-27, 26-24, 26-28, 18-25        |
| 17 ottobre 2024 Coliseo Mario Morales, Guaynabo              | Mets de Guaynabo         | 1 - 3 | Plataneros de Corozal    | 25-17, 21-25, 23-25, 18-25        |
| 19 ottobre 2024 Coliseo Guillermo Angulo, Carolina           | Gigantes de Carolina     | 2 - 3 | Plataneros de Corozal    | 24-26, 24-31, 33-31, 25-19, 22-24 |
| 20 ottobre 2024 Coliseo Guillermo Angulo, Carolina           | Plataneros de Corozal    | 2 - 3 | Gigantes de Carolina     | 25-17, 25-19, 26-28, 23-25, 9-15  |

#### Play-off
| Quarti di finale (gara 1) - 24 ottobre 2024 Coliseo Raúl "Pipote" Oliveras, Yauco  | Cafeteros de Yauco    | 2 - 3 | Plataneros de Corozal | 25-15, 23-25, 25-19, 23-25, 10-15 |
| Quarti di finale (gara 2) - 26 ottobre 2024 Coliseo Gelito Ortega, Naranjito       | Plataneros de Corozal | 1 - 3 | Cafeteros de Yauco    | 25-22, 23-25, 15-25, 18-25        |
| Quarti di finale (gara 3) - 28 ottobre 2024 Coliseo Raúl "Pipote" Oliveras, Yauco  | Cafeteros de Yauco    | 2 - 3 | Plataneros de Corozal | 20-25, 25-22, 23-25, 25-17, 19-21 |
| Quarti di finale (gara 4) - 30 ottobre 2024 Coliseo Félix Méndez Acevedo, Lares    | Plataneros de Corozal | 1 - 3 | Cafeteros de Yauco    | 24-26, 25-16, 24-26, 24-26        |
| Quarti di finale (gara 5) - 1º novembre 2024 Coliseo Raúl "Pipote" Oliveras, Yauco | Cafeteros de Yauco    | 3 - 2 | Plataneros de Corozal | 23-25, 25-23, 25-22, 20-25, 19-17 |

## Statistiche

### Statistiche di squadra
| Competizione | Punti | In casa | In casa | In casa | In trasferta | In trasferta | In trasferta | Totale | Totale | Totale |
| Competizione | Punti | G       | V       | P       | G            | V            | P            | G      | V      | P      |
| ------------ | ----- | ------- | ------- | ------- | ------------ | ------------ | ------------ | ------ | ------ | ------ |
| LVSM         | 31    | 12      | 4       | 8       | 13           | 9            | 4            | 25     | 13     | 12     |
| Totale       | -     | 12      | 4       | 8       | 13           | 9            | 4            | 25     | 13     | 12     |

G = partite giocate; V = partite vinte; P = partite perse

### Statistiche dei giocatori
Dati non disponibili.